# Kaple Božího hrobu (Slaný)
Boží hrob, hovorově též Božák, je napodobenina ústřední části jeruzalémské baziliky Božího hrobu, stojící na okraji města Slaného v okrese Kladno. Kaple, postavená roku 1665, se nachází na temeni zalesněného pahorku Okrouhlík (330 m n. m.), asi 1,3 km jjz. od centra města, nad předměstím Kvíček (avšak ještě v katastrálním území Slaný). Stavba je pokládána za nejstarší dochovanou památku tohoto typu v Česku.

## Historie

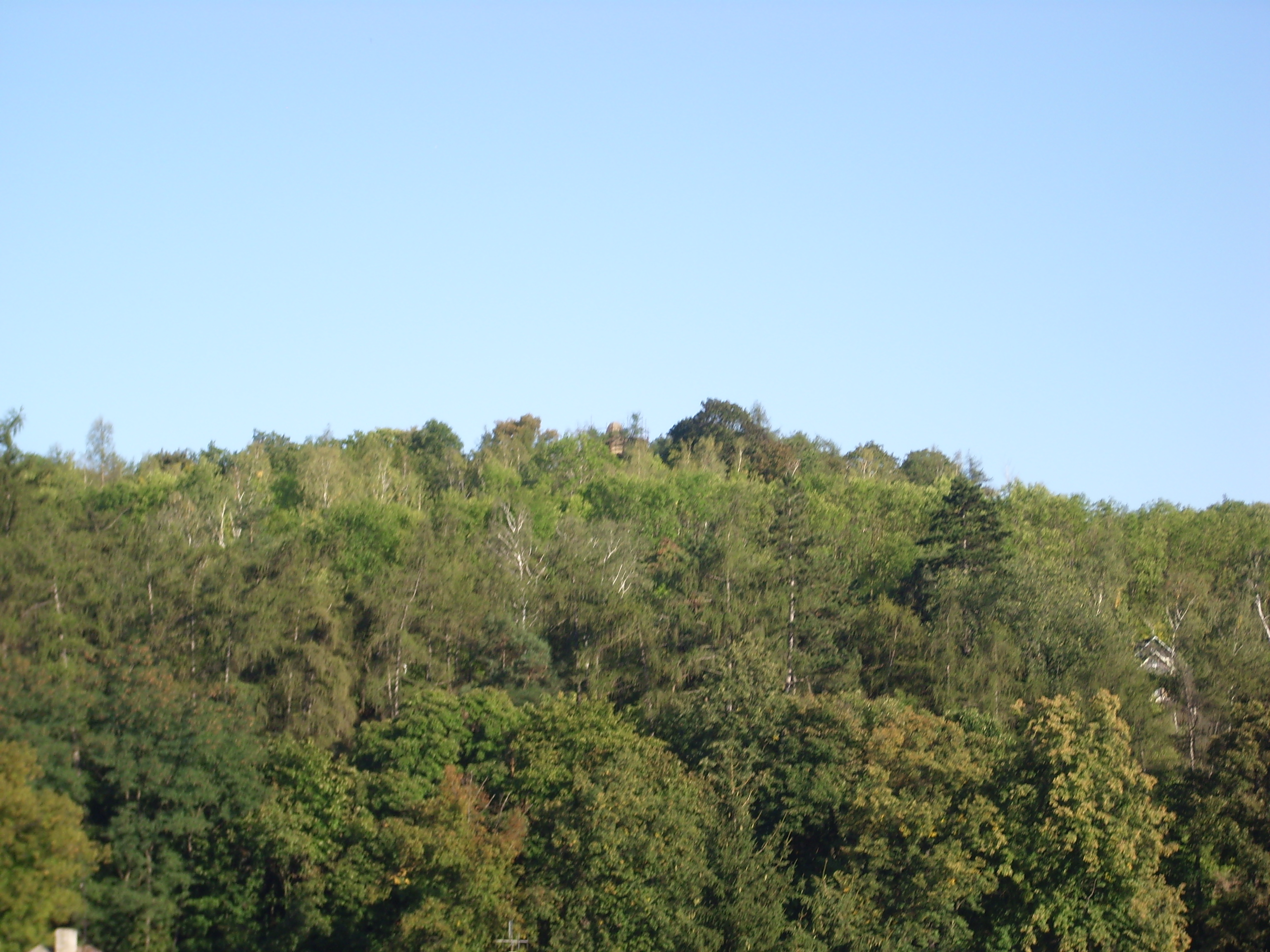
Pohled k Božímu hrobu z údolí od Kvíčku.

Kapli nechal zbudovat majitel smečenského a slánského panství, hrabě Bernard Ignác Jan z Martinic, horlivý podporovatel katolické církve, který ve Slaném mj. nechal vztyčit trojici křížů na Slánské hoře, založil františkánský klášter či piaristickou kolej (nynější gymnázium). Jak je pro architekturu barokního období charakteristické, stavba byla umístěna na tehdy holém návrší, takže ji ve své době bylo vidět ze širokého okolí, dokonce až ze smečenského zámku. Dostavěnou kapli vysvětil na den sv. Vavřince, tj. 10. srpna 1665, pražský arcibiskup Arnošt kardinál z Harrachu.
| „                          | Po osmé hodině jsme se vrátili do Slaného, kde jsem v kapli svatého hrobu za velkého utrpení posvětil oltář, neboť bylo nutné, abych vcházel vždy po kolenou, a do kaple se nevešlo víc než tři lidi. | “ |
| — deník kardinála Harracha | |   |

Boží hrob byl svěřen do správy slánským františkánům a konávaly se zde bohoslužby. Poblíž byl vystavěn též příbytek pro poustevníka, který měl o kapli pečovat, tuto úlohu plnili František Zelezinský († 1730) a Vojtěch Zima († 1745). Později byla poustevna přeměněna na myslivnu a v neznámém roce zbořena. Roku 1886 byla kaple opravena z iniciativy slánského děkana Josefa Kandlera, v této době došlo také k zalesnění okolí. Počátkem 20. století zanechal podrobný popis kaple (z něhož vychází i následující oddíl) ve svém Soupisu památek politického okresu Slánského Ferdinand Velc.
„Božák“, zůstával oblíbeným místem vycházek pro obyvatele Slaného, ale o stavbu samu nebylo dlouhodobě pečováno: kořeny stromů trhaly zdivo a stěny pokrývaly vrypy a malůvky vandalů. Teprve po roce 2006 přistoupilo město Slaný k důkladné celkové opravě zchátralé památky. Z okolí kaple byly vymýceny náletové dřeviny a opraven zevnějšek stavby. V roce 2009 byl Boží hrob ústředním bodem prezentace Slaného na veletrzích cestovního ruchu. Připravuje se obnova téměř setřelé vnitřní výzdoby po vzoru kaple ve Voticích.

## Popis

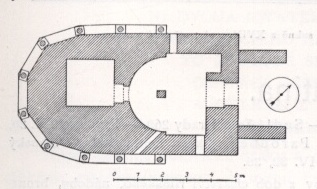
Půdorys kaple, pořízený F. Velcem (1904)

Boží hrob je situován o samotě na drobné mýtině, zaujímající vrcholovou část zalesněného kopce. Navzdory nedávnému průklestu okolí kaple stromy stále brání většímu rozhledu do kraje a zároveň skrývají památku před pohledy z větší vzdálenosti. Kaple je orientovaná ve směru severovýchod - jihozápad, tedy dlouhou boční stranou souhlasně s údolím u Kvíčku. Rozměry i provedením se budova snaží napodobit svou jeruzalémskou předlohu s velkou věrností, která převyšuje další stavby tohoto typu na českém území a dokonce i vyobrazení v dobové literatuře.
Stavební materiál představují kvádry hrubého pískovce. Vchod po obou stranách rámují 0,6 m vysoké a skoro 2 m dlouhé zídky z jednoho kusu kamene, mezi nimiž se prostírá kamenné dláždění. Na západní straně je stavba uzavřena pětiboce, polovicí pravidelného desetihranu, v jehož rozích stojí zvenčí šestiboké, nahoru se úžící sloupy na čtvercových, dvojnásobných patkách. Hlavice sloupů jsou též šestiboké, nahoru se rozšiřující, takže každá jejich strana má podobu lichoběžníka. Na přední ploše tří hlavic vyčnívá malý ovál, v němž je vtesán kříž. Výjimku představuje první sloup na jižní straně, je totiž kulatý, ve své dolní části článkovaný, ostatek pak závitkovitě rýhován; hlavici má korintskou s akantovými listy. Takové hlavice mají i oba sloupy na západní straně, jejich dříky jsou však šestiboké, dále první dřík je úplně hladký a kulatý, a třetí sloup na severní straně.
Přední stranu s vchodem zdobí trojice prázdných uzavřených polí, vybavených jednoduchým vytesaným římsovím. Také plochy mezi jednotlivými sloupy jsou opatřeny pod oblouky různými ozdobami, vytesanými v kameni.

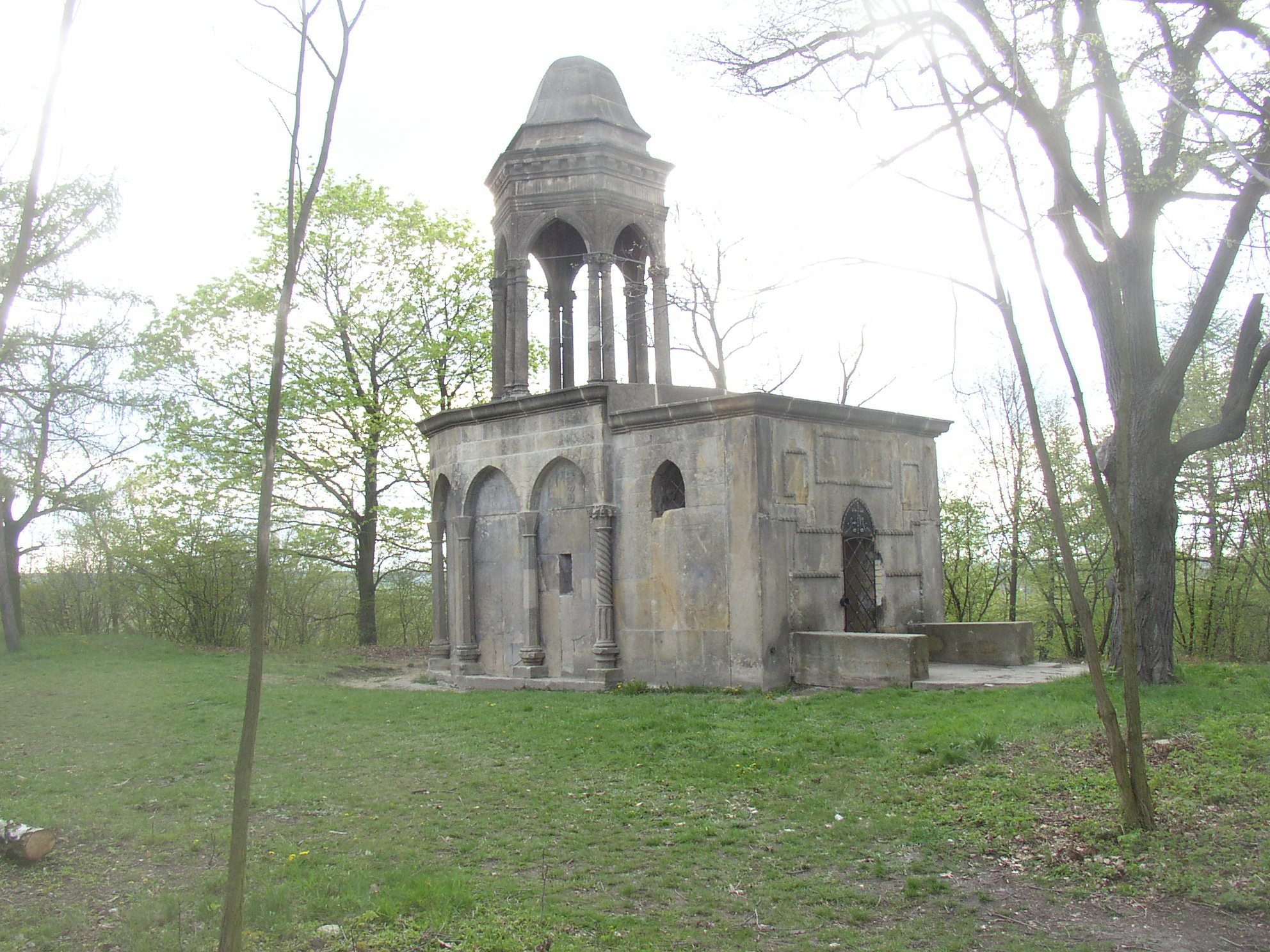
Kaple Božího hrobu - pohled od jihu

Začneme-li s jižní stranou a pokračujeme-li od východu k západu, tvoří výzdobu prvního pole tři kříže nad sebou, uzavřené ve spojených kruzích, to vše ještě v rámu. V druhém poli je zobrazena jakási vítězná brána, ve třetím muří noha v kruhu, čtvrté pole je osekáno, páté a šesté zamazáno maltou, v sedmém nese pod košatým stromem liška (?) mládě v tlamě, v osmém je orámovaná bohatá osmiboká hvězda a deváté, poslední pole, je zamazané.
Interiér Božího hrobu není veřejnosti zpřístupněn. Uzavřenými dveřmi ve východním průčelí vede vchod do první místnosti 3,18 m široké a 3,75 m dlouhé, osvětlené třemi nízkými okénky, jejíž západní stěna má půdorys polokružnice. Tam, kde by se nacházel střed této kružnice, vyčnívá z podlahy krychlový kámen, jenž má snad znázorňovat odvalený kámen z otvoru do navazující kobky. Tímto otvorem, 0,6 m širokým a 1,1 m vysokým, se vchází do malé, neosvětlené kobky, 2 m dlouhé, 1,92 m široké a 2,66 m vysoké, kde se při severní stěně nalézá vlastní hrob Boží na kamenné plotně, 0,68 m od země vysoké. Nad touto místností vystupuje z jinak ploché střechy šestihranná kamenná lucerna, stojící na šesti párech kulatých dvojsloupů. Na jednom jižním dvojsloupí lze spatřit vytesaný reliéf anděla u otevřeného hrobu, zvěstujícího přišlým třem ženám vzkříšení Páně.
K částečné obnově kaple došlo pod správou karmelitánů v posledních 20 letech. Nebyl obnoven původní patriarší kříž na věžičce kaple ani dvojice kamenných sloupů na atice východního průčelí, které jsou zdokumentovány v historické literatuře. Ohradní zeď a křížová cesta také na obnovu čekají.

### Následně postavené kaple
Kaplí Božího hrobu postavených podle vzoru jeruzalémské kaple je na území České republiky známo 26. Další kaple tohoto typu byly postaveny v Brně (1707) u dominikánského kostela svatého Michala, v Drahorazi u kostela svatých Petra a Pavla, v Havlíčkově Brodě u augustiniánského klášterního kostela Svaté Rodiny, v Horšovském Týně (1696) na křížové cestě u svaté Anny Na Vršíčku, v Chrudimi (1665) u kapucínského kostela svatého Josefa (zaniklá), v Jaroměřicích u Jevíčka na křížové cestě, v Jiřetíně pod Jedlovou (1759) na křížové cestě na Křížovou Horu, v Liberci (1722) na křížové cestě u kostela svatého Kříže, v Mikulově na křížové cestě na Svatý kopeček, v Mimoni jako poutní místo, v Olomouci (1653) u bývalého konventu františkánů U svatého Bernardina s kostelem Neposkvrněného početí Panny Marie, v Ostré u Úštěku (1704–1707) na křížové cestě, v Pavlicích (1675) u kostela svatého Filipa a Jakuba, v Pičíně (zaniklá) při poutním areálu svatého Antonína Paduánského, v Římově na křížové cestě, ve Starém Hrozňatově na křížové cestě, ve Šluknově na křížové cestě na Křížový vrch, ve Voticích a ve Vratěníně na hřbitově. Na území Prahy a jejího nejbližšího okolí byly postaveny kaple na Bílé Hoře u kláštera benediktinek s kostelem Panny Marie Vítězné, na Novém Městě na Zderaze (1721) u bývalého kostela svatého Petra a Pavla křižovníků – strážců Božího hrobu, na Novém Městě na Zderaze (1645) u kostela svatého Václava (zaniklá), na Petříně (1737) na křížové cestě a na Starém Městě u kláštera cyriaků s kostelem svatého Kříže Většího (zaniklá). Ve Slezských Rudolticích (1734, zaniklá) byla postavena kaple Božího hrobu v zámecké zahradě jako součást zahradní architektury.